# Championnat d'Europe de dames

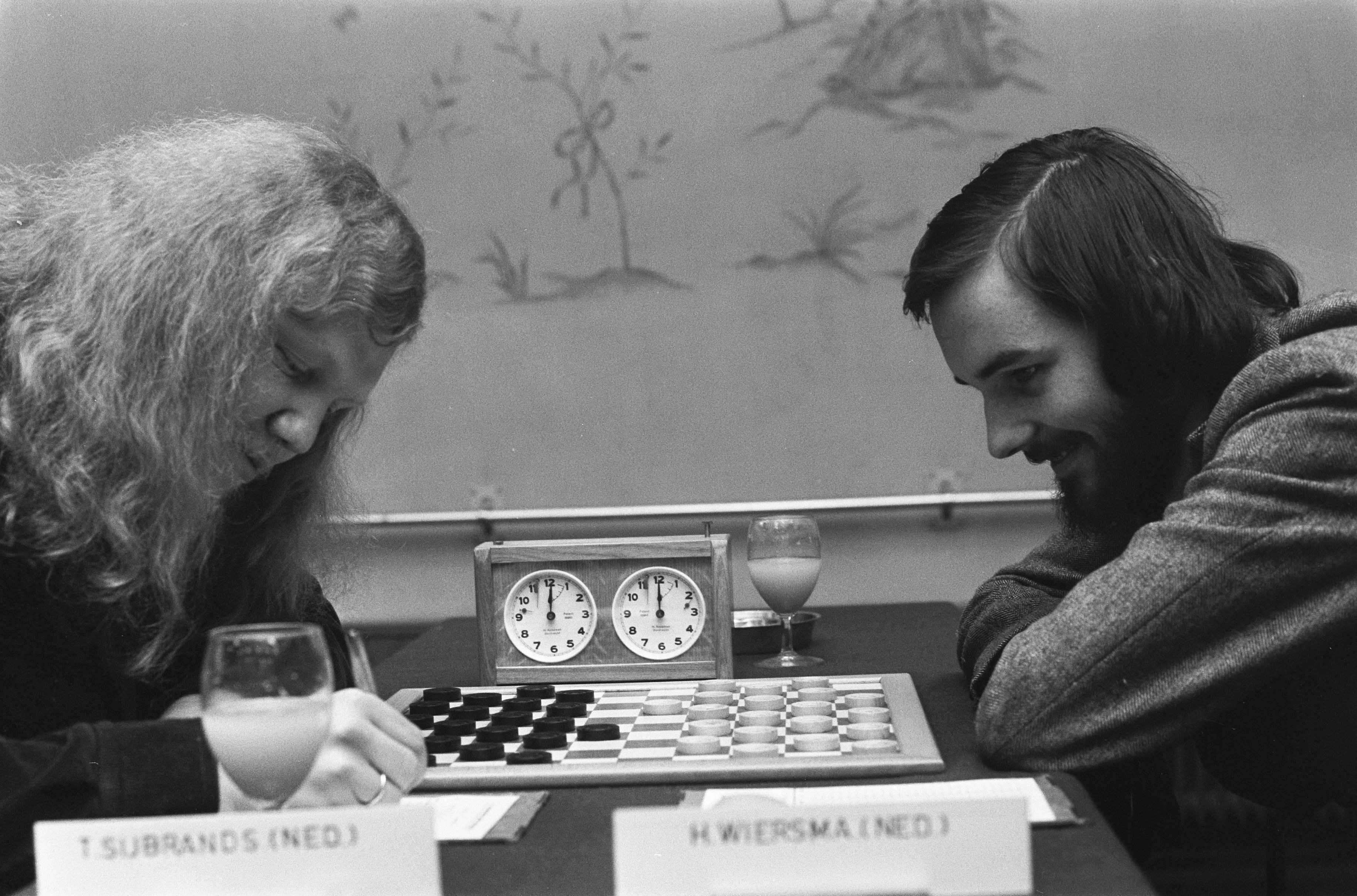
Tournoi international en 1972

Les championnats d'Europe de dames sont des compétitions de dames, organisées depuis 1965 en ce qui concerne les dames internationales (la variante la plus couramment pratiquée dans le monde). D'autres variantes nationales ou régionales font également l'objet d'un championnat d'Europe.

## Championnat d'Europe de dames internationales

### Championnat masculin
Ils sont organisés par la FMJD (Fédération mondiale du jeu de dames) et la EDC (Confédération européenne du jeu de Dames).
| Année | Format         | Lieu             | Médaille d'or, Europe | Médaille d'argent, Europe | Médaille de bronze, Europe      |
| ----- | -------------- | ---------------- | --------------------- | ------------------------- | ------------------------------- |
| 1965  | Round-robin    | Bolzano          | Iser Kuperman         | Viachteslav Chtchogoliev  | Geert van Dijk                  |
| 1967  | Système suisse | Livourne         | Ton Sijbrands         | Viachteslav Chtchogoliev  | Andris Andreiko                 |
| 1968  | Round-robin    | Livourne         | Ton Sijbrands         | Wim van der Sluis         | Ferdi Okrogelnik                |
| 1969  | Système suisse | Rome             | Ton Sijbrands         | Andris Andreiko           | Andreas Kuyken                  |
| 1971  | Round-robin    | Soukhoumi        | Ton Sijbrands         | Andris Andreiko           | Anatoli Gantvarg                |
| 1974  | Round-robin    | Arco             | Andris Andreiko       | Anatoli Gantvarg          | Frank Drost                     |
| 1977  | Round-robin    | Bruxelles        | Rotislav Leszczynski  | Jan de Ruiter             | Oscar Verpoest                  |
| 1983  | Round-robin    | Deventer         | Vadim Virny           | Viachteslav Chtchogoliev  | Jos Stokkel                     |
| 1987  | Round-robin    | Moscou           | Gerard Jansen         | Vadim Virny               | Rob Clerc / Hendrik van der Zee |
| 1992  | Round-robin    | Parthenay        | Guntis Valneris       | Rob Clerc                 | Gerard Jansen                   |
| 1995  | Round-robin    | Lubliniec        | Alexander Georgiev    | Guntis Valneris           | Andrei Kalmakov                 |
| 1999  | Round-robin    | Hoogezand        | Harm Wiersma          | Ton Sijbrands             | Guntis Valneris                 |
| 2002  | Play-off       | Dombourg         | Alexander Schwarzman  | Alexander Georgiev        | Gerard Jansen                   |
| 2006  | Système suisse | Bovec            | Alexander Georgiev    | Alexander Schwarzman      | Guntis Valneris                 |
| 2008  | Système suisse | Tallinn          | Guntis Valneris       | Alexander Georgiev        | Edward Buzhinskiy               |
| 2010  | Système suisse | Zakopane         | Alexander Georgiev    | Murodoullo Amrillaev      | Pim Meurs                       |
| 2012  | Système suisse | Emmen            | Alexeï Tchijov        | Guntis Valneris           | Pim Meurs                       |
| 2014  | Système suisse | Tallinn          | Roel Boomstra         | Ainur Shaibakov           | Arnaud Cordier                  |
| 2016  | Système suisse | Izmir            | Alexeï Tchijov        | Roel Boomstra             | Martijn van Ijzendoorn          |
| 2018  | Système suisse | Moscou           | Michael Semianiuk     | Alexander Georgiev        | Martijn van Ijzendoorn          |
| 2022  | Système suisse | Courtrai         | Jan Groenendijk       | Jitse Slump               | Roel Boomstra                   |
| 2024  | Système suisse | Chianciano Terme | Jan Groenendijk       | Jitse Slump               | Guntis Valneris                 |

### Championnat féminin
Il existe depuis 2000 un championnat féminin (en).
Ils sont organisés par la FMJD (Fédération mondiale du jeu de dames) et la Confédération européenne de jeu de Dames.
| Année | Format         | Lieu               | Médaille d'or, Europe | Médaille d'argent, Europe  | Médaille de bronze, Europe |
| ----- | -------------- | ------------------ | --------------------- | -------------------------- | -------------------------- |
| 2000  | Système suisse | Ukraine            | Tamara Tansykkuzhina  | Olga Balthajy              | Olga Kamychleeva           |
| 2002  | Système suisse | Vilnius            | Tatyana Chub          | Olga Balthajy              | Elena Milshina-Djemotskina |
| 2004  | Système suisse | Mlawa              | Darya Tkachenko       | Elena Milshina-Djemotskina | Matrena Nogovitsyna        |
| 2006  | Système suisse | Bovec              | Darya Tkachenko       | Nina Hoekman-Jankovskaja   | Tamara Tansykkuzhina       |
| 2008  | Système suisse | Tallinn            | Tamara Tansykkuzhina  | Darya Tkachenko            | Matrena Nogovitsyna        |
| 2010  | Système suisse | Sępólno Krajeńskie | Zoja Golubeva         | Tamara Tansykkuzhina       | Natalia Sadowska           |
| 2012  | Système suisse | Emmen              | Zoja Golubeva         | Nina Hoekman-Jankovskaja   | Ayyyna Karpova-Sobakina    |
| 2014  | Système suisse | Tallinn            | Olga Balthajy         | Tamara Tansykkuzhina       | Zoja Golubeva              |
| 2016  | Système suisse | Izmir              | Aygul Idrisova        | Ksenia Nakhova             | Matrena Nogovitsyna        |
| 2018  | Système suisse | Moscou             | Matrena Nogovitsyna   | Natalia Shestakova         | Elena Milshina-Djemotskina |
| 2022  | Système suisse | Courtrai           | Natalia Sadowska      | Marta Bankowska            | Viktoriya Motrichko        |
| 2024  | Système suisse | Chianciano Terme   | Viktoriya Motrichko   | Darya Tkachenko            | Natalia Sadowska           |

## Championnat d'Europe de dames anglaises "3 coups"
| Année | Format         | Lieu            | Médaille d'or, Europe | Médaille d'argent, Europe | Médaille de bronze, Europe |
| ----- | -------------- | --------------- | --------------------- | ------------------------- | -------------------------- |
| 2017  | Système suisse | Grosseto Italie | Michele Borghetti     | Matteo Bernini            | Claudio Ciampi             |

## Championnat d'Europe de dames frisonnes
| Année | Format         | Lieu               | Médaille d'or, Europe | Médaille d'argent, Europe | Médaille de bronze, Europe |
| ----- | -------------- | ------------------ | --------------------- | ------------------------- | -------------------------- |
| 2017  | Système suisse | Amsterdam Pays-Bas | Alexander Georgiev    | Folkert Groenveld         | Sjoerd Couperus            |